# Hochstätten
Hochstätten là một đô thị ở huyện Bad Kreuznach trong bang Rhineland-Palatinate, tây nước Đức. Đô thị này có diện tích 5,46 km2, dân số thời điểm ngày 31 tháng 12 năm 2006 là 624 người.